# Anthurium lutescens
Anthurium lutescens är en kallaväxtart som beskrevs av Adolf Engler. Anthurium lutescens ingår i släktet Anthurium och familjen kallaväxter. Inga underarter finns listade.